# Matt W. Ransom
Matt W. Ransom (Warren megye, 1826. október 8. – Garysburg, 1904. október 8.) az Amerikai Egyesült Államok szenátora (Észak-Karolina, 1872–1895).